# ZyX
ZyX（ジックス）は、株式会社コンテンツトラフィックによるアダルトゲームのブランド。
1994年デビュー。アダルトゲームブランドの中では古参に分類される。ゲーム中のアニメーションを売りとし、音声認識と言った目新しい技術を採用したゲームの制作も試みているブランドである。
2009年5月に株式会社コンテンツトラフィックに統合された。

## 作品一覧
※原則としてオリジナルタイトルのみ記載／DVD PlayersGame版は除く

### 2000年以前（主な作品）
- 1994年 - 「Trigger」「高見沢恭介 熱血!!教育研修」「雷の戦士ライディ」
- 1995年 - 「リングアウト」「学園爆裂転校生」「雷の戦士ライディ2」
- 1996年 - 「エンジェルクライシス」「トワイライトホテル」
- 1997年 - 「狂拳伝説 クレイジー・ナックル」「淫内感染」
- 1998年 - 「狂拳伝説 クレイジー・ナックル2」「淫内感染 真夜中のナースコール」
- 1999年 - 「淫内感染2」「淫内感染2 鳴り止まぬナースコール」
- 2000年 - 「あめいろの季節」「ハコてん雀」「淫内感染 午前3時の手術室」

### 2001年以降
- 2001年3月30日 - エッチなバニーさんは嫌い?
- 2001年6月29日 - Chain 失われた足跡
- 2001年11月2日 - 憑き
- 2002年1月25日 - フォルトゥーナ
- 2002年5月31日 - 出血簿
- 2002年6月28日 - 淫内感染 深夜に響くポン・ちん・カン
- 2002年11月29日 - エッチなバニーさんは嫌い?2
- 2002年12月27日 - Shi/Ko/Mi
- 2003年3月7日 - 憑き 盲目の巫女 〜散華〜
- 2003年4月25日 - 淫内感染 終わらぬ宴のナースコール
- 2003年6月20日 - Shi/Ko/Mi あえぎ啼き
- 2003年8月28日 - 相楽さん家の悦楽ライフ♪
- 2003年12月26日 - 拐〜カドワカシ〜
- 2004年6月4日 - 未来ドーター ムスえもん
- 2004年9月24日 - 微熱教師ちえり
- 2005年8月12日 - 雷の戦士ライディ〜破邪の雷光〜
- 2006年5月26日 - 籠絡〜淫戯に墜ちる〜
- 2007年6月15日 - 雷の戦士ライディII〜邪淫の神殿〜
- 2008年1月31日 - 魔剣少女エンヴィー 〜Blade of Latens・炎の継承者〜
- 2012年10月26日 - 雷の戦士ライディIII〜逆襲の邪神官〜
- 2015年5月22日 - ライディ3.5〜フォレス危機一髪〜

### パッケージ商品
- 2003年3月28日 - エッチなバニーさんは嫌い? ハーレムのウサギ達（全2タイトル収録）
- 2007年3月30日 - 雷の戦士ライディ I&II コレクションパック （全2タイトル収録）
- 2012年10月26日 - 雷の戦士ライディ コンプリートパック （全3タイトル収録）
- 2013年6月28日 - JK 3P （全3タイトル収録） ※アーベルソフトウェアのブランド「Red Label（レッドレーベル）」作品のパッケージ商品。
  - 『JK交姦〜そこのアナタ、娘の処女を貰ってください〜』『JK痴漢電車〜通学中の処女、さわりませんか?〜』『高慢JK会長中出し日記』
- 2014年6月27日 - プレミアムアーカイブス むとうけいじ （全14タイトル収録）
- 2014年10月24日 - プレミアムアーカイブス 山根正宏 （全8タイトル収録）

## 主なスタッフ
- 山根正宏 - 原画家。スタジオ・ルクス系列のルクスに移籍、以降の名義は「せんどりくん」。
- 武藤慶次 - 原画家。スタジオライン系列のGashに移籍、以降の名義は「むとうけいじ」。